# Орловская правда
Орло́вская пра́вда — общественно-политическая областная газета, выходящая в городе Орле (Орловская область). Выходит в двух форматах. Формат А2: от 4 до 8 полос, периодичность — 2 раза в неделю (вторник, среда). Формат А3: 16 полос, периодичность — 1 раз в неделю (пятница).
Главный редактор газеты — Солопенко Николай Викторович.

## История
В советское время газета была органом Орловского областного и городского комитетов КПСС и областного Совета депутатов трудящихся.
Основана в марте 1917 года под названием «Известия Совета рабочих депутатов». В феврале 1918 года газета получила название «Известия Советов рабочих, солдатских и крестьянских депутатов города Орла и Орловской губернии», затем «Орловские известия Советов рабочих, солдатских и крестьянских депутатов», с ноября 1918 — «Известия Орловского губернского и городского Советов рабочих, крестьянских и красноармейских депутатов», с октября 1919 — «Красный Орёл», с февраля 1920 — «Известия Орловского губернского и городского исполнительных комитетов Советов рабочих, крестьянских и красноармейских депутатов», с сентября 1920 — «Орловских губернского и городского исполкомов известия», с декабря 1920 — «Орловского губисполкома известия», с мая 1921 — «Красная правда», с декабря 1921 — «Земледелец и рабочий». Современное название с июля 1922 года. В 1925—1926 годах издавалась газета для крестьян «Наша деревня».
Во время Великой Отечественной войны с 1941 по 1943 годы Орёл был оккупирован немецкими войсками. В связи с этим газета издавалась в Ельце. Помимо обычных газет 3 раза в месяц выпускалось специальное издание для жителей оккупированных районов. В 1967 году газета была награждена орденом Трудового Красного Знамени.

## Сотрудники
В 1918 году редактором газеты был советский государственный деятель и журналист Б. М. Волин. В 1961—1962 годах в ней работал поэт Д. И. Блынский.

## Известные авторы
- Дронников, Виктор Петрович
- Котюков, Лев Константинович
- Рыжкин, Геннадий Витальевич
- Яновский, Анатолий Николаевич
- Лазарев, Сергей Евгеньевич